# Wishing You Well
Wishing You Well is een nummer van de Duitse band Stanfour uit 2009. Het is de eerste single van hun tweede studioalbum Rise and Fall.
Het nummer is een rockballad die gaat over een stukgelopen relatie. Het werd een hit in het Duitse taalgebied, met een 10e positie in Duitsland.